# Doral
Doral é uma cidade localizada no estado americano da Flórida, no condado de Miami-Dade. Foi incorporada em 24 de junho de 2003.

## Geografia
De acordo com o United States Census Bureau, a cidade tem uma área de 39,4 km², onde 35,9 km² estão cobertos por terra e 3,4 km² por água.

### Localidades na vizinhança
O diagrama seguinte representa as localidades num raio de 8 km ao redor de Doral.

## Demografia
Segundo o censo nacional de 2010, a sua população é de 45 704 habitantes e sua densidade populacional é de 1 271,36 hab/km². Possui 17 785 residências, que resulta em uma densidade de 494,73 residências/km².

## Geminações
A cidade de Doral é geminada com as seguintes municipalidades:
- Xizhi, Nova Taipé, Taiwan